# Isekai Quartet
Isekai Quartet (異世界かるてっと?, Isekai Karutetto)  è una serie televisiva anime che funge da crossover in stile chibi delle serie light novel Konosuba! - This Wonderful World, Overlord, Re:Zero - Starting Life in Another World, Saga of Tanya the Evil, The Rising of the Shield Hero e Cautious Hero, pubblicati dalla Kadokawa Corporation. 

## Trama
Un giorno, un pulsante magico appare all'improvviso. I protagonisti di KonoSuba, Overlord, Re:Zero - Starting Life in Another World e Saga of Tanya the Evil, premendolo, vengono trasportati in un mondo parallelo, dando inizio alla storia della loro nuova vita scolastica.
Nella seconda stagione si aggiungono anche i personaggi principali provenienti da The Rising of the Shield Hero e Cautious Hero.
Nella terza stagione saranno presenti anche i personaggi principali di The Eminence in Shadow.

## Personaggi
| Serie                                    | Personaggio                            | Doppiatore       |
| ---------------------------------------- | -------------------------------------- | ---------------- |
| Overlord Personaggi di Overlord          | Ainz Ooal Gown                         | Satoshi Hino     |
| Overlord Personaggi di Overlord          | Albedo                                 | Yumi Hara        |
| Overlord Personaggi di Overlord          | Shalltear Bloodfallen                  | Sumire Uesaka    |
| Overlord Personaggi di Overlord          | Aura Bella Fiora                       | Emiri Katō       |
| Overlord Personaggi di Overlord          | Mare Bello Fiore                       | Yumi Uchiyama    |
| Overlord Personaggi di Overlord          | Demiurge                               | Masayuki Katō    |
| Overlord Personaggi di Overlord          | Cocytus                                | Kenta Miyake     |
| Overlord Personaggi di Overlord          | Hamsuke                                | Akeno Watanabe   |
| Overlord Personaggi di Overlord          | Yuri Alpha                             | Hiromi Igarashi  |
| Overlord Personaggi di Overlord          | CZ2128 Delta                           | Asami Setō       |
| Overlord Personaggi di Overlord          | Pandora's Actor                        | Mamoru Miyano    |
| KonoSuba                                 | Kazuma Satou                           | Jun Fukushima    |
| KonoSuba                                 | Aqua                                   | Sora Amamiya     |
| KonoSuba                                 | Megumin                                | Rie Takahashi    |
| KonoSuba                                 | Darkness                               | Ai Kayano        |
| KonoSuba                                 | Chris                                  | Ayaka Suwa       |
| KonoSuba                                 | Vanir                                  | Masakazu Nishida |
| KonoSuba                                 | Yunyun                                 | Aki Toyosaki     |
| KonoSuba                                 | Ruffian                                | Tetsu Inada      |
| Re:Zero − Starting Life in Another World | Subaru Natsuki                         | Yūsuke Kobayashi |
| Re:Zero − Starting Life in Another World | Emilia                                 | Rie Takahashi    |
| Re:Zero − Starting Life in Another World | Puck                                   | Yumi Uchiyama    |
| Re:Zero − Starting Life in Another World | Rem                                    | Inori Minase     |
| Re:Zero − Starting Life in Another World | Ram                                    | Rie Murakawa     |
| Re:Zero − Starting Life in Another World | Beatrice                               | Satomi Arai      |
| Re:Zero − Starting Life in Another World | Roswaal L. Mathers                     | Takehito Koyasu  |
| Re:Zero − Starting Life in Another World | Felt                                   | Chinatsu Akasaki |
| Re:Zero − Starting Life in Another World | Reinhard van Astrea                    | Yūichi Nakamura  |
| Re:Zero − Starting Life in Another World | Julius Euclius                         | Takuya Eguchi    |
| Saga of Tanya the Evil                   | Tanya von Degurechaff                  | Aoi Yūki         |
| Saga of Tanya the Evil                   | Viktoriya Ivanovna Serebryakov (Visha) | Saori Hayami     |
| Saga of Tanya the Evil                   | Matheus Johann Weiss                   | Daiki Hamano     |
| Saga of Tanya the Evil                   | Vooren Grantz                          | Yūsuke Kobayashi |
| Saga of Tanya the Evil                   | Wilibald Koenig                        | Jun Kasama       |
| Saga of Tanya the Evil                   | Rhiner Neumann                         | Daichi Hayashi   |
| Saga of Tanya the Evil                   | Erich von Rerugen                      | Shin'ichirō Miki |
| Saga of Tanya the Evil                   | Kurt von Rudersdorf                    | Tesshō Genda     |
| Saga of Tanya the Evil                   | Hans von Zettour                       | Hōchū Ōtsuka     |
| Saga of Tanya the Evil                   | Adelheid von Schugel                   | Nobuo Tobita     |
| The Rising of the Shield Hero            | Naofumi Iwatani                        | Kaito Ishikawa   |
| The Rising of the Shield Hero            | Raphtalia                              | Asami Setō       |
| The Rising of the Shield Hero            | Filo                                   | Rina Hidaka      |
| Cautious Hero                            | Seiya Ryuguin                          | Yūichirō Umehara |
| Cautious Hero                            | Ristarte                               | Aki Toyosaki     |

## Media

### Anime

I protagonisti della serie

La serie animata è stata scritta e diretta da Minoru Ashina, con Minoru Takehara come character design, fungendo anche da direttore principale dell'animazione. La serie è stata creata dallo studio Puyukai, ed è andata in onda per la prima volta in Giappone su Tokyo MX, MBS e AT-X tra il 9 aprile e il 25 giugno del 2019 e, poco dopo, su BS11 e TVA. Funimation detiene i diritti di trasmissione in simulcast dell'anime, e la trasmette sia in giapponese che in inglese negli Stati Uniti, in Canada, nelle isole britanniche e in Australia. Satoshi Hino, Jun Fukushima, Yūsuke Kobayashi e Aoi Yūki suonano la sigla di apertura Isekai Quartet (異世界かるてっと?, Isekai Karutetto), mentre Yumi Hara, Sora Amamiya, Rie Takahashi e Aoi Yūki eseguono la sigla finale Isekai Girls Talk (異世界ガールズ♡トーク?, Isekai Gāruzu Tōku).
Una seconda stagione fu annunciata al termine dell'episodio 12. I principali membri dello staff hanno ripreso i rispettivi ruoli ed inoltre sono stati aggiunti i personaggi provenienti dalla serie The Rising of the Shield Hero. È stata trasmessa dal 14 gennaio al 31 marzo 2020. La sigla d'apertura si intitola Isekai Showtime e viene cantata da Satoshi Hino, Jun Fukushima, Yūsuke Kobayashi e Aoi Yūki mentre quella di chiusura è Ponkotsu! Isekai Theater e viene interpretata da Sumire Uesaka, Rie Takahashi, Inori Minase e Saori Hayami.
Un ulteriore sequel è stato annunciato al termine della seconda stagione. In seguito è stato rivelato che si tratta di un film anime intitolato Isekai Quartet The Movie -Another World-, il quale presenta il medesimo staff e cast. La pellicola è stata proiettata nelle sale giapponesi il 10 giugno 2022. La sigla del film è Melodic Road Movie di Konomi Suzuki e Kashitarō Itō.
Una terza stagione è stata annunciata il 13 giugno 2025 e presenterà anche i personaggi di The Eminence in Shadow.

#### Episodi

##### Prima stagione
Dodici episodi compongono la prima stagione della serie animata, divisa in due cofanetti Blu-ray.
| Nº | Titolo italiano (traduzione letterale) Giapponese 「Kanji」 - Rōmaji                   | In onda        | In onda |
| Nº | Titolo italiano (traduzione letterale) Giapponese 「Kanji」 - Rōmaji                   | Giapponese     |         |
| 1  | Quartetto all'adunata! 「集結！かるてっと」 - Shūketsu! Karutetto                      | 9 aprile 2019  |         |
| 2  | Tensione alle presentazioni! 「緊迫！じこしょうかい」 - Kinpaku! Jiko Shōkai           | 16 aprile 2019 |         |
| 3  | Aggregatevi, compagni di classe! 「膠着！くらすめいと」 - Kōchaku! Kurasumeito         | 23 aprile 2019 |         |
| 4  | Incrociatevi, compagni di classe! 「邂逅！くらすめいと」 - Kaikō! Kurasumeito          | 30 aprile 2019 |         |
| 5  | Un talent show esplosivo! 「炸裂！こんしんかい」 - Sakuretsu! Konshinkai               | 7 maggio 2019  |         |
| 6  | L’elezione dei comitati! 「決定！いいんかい」 - Kettei! Iīnkai                         | 14 maggio 2019 |         |
| 7  | Il lavoro dei comitati! 「遂行！いいんかい」 - Suikō! Iīnkai                           | 21 maggio 2019 |         |
| 8  | I preparativi per la gita scolastica! 「準備！りんかいがっこう」 - Junbi! Rinkai gakkō | 28 maggio 2019 |         |
| 9  | Godiamoci la gita scolastica! 「満喫！りんかいがっこう」 - Mankitsu! Rinkai gakkō      | 4 giugno 2019  |         |
| 10 | I rivali si uniscono alla mischia! 「参戦！らいばるたち」 - Sansen! Rai barutachi      | 11 giugno 2019 |         |
| 11 | Sosteniamoci nella festa dello sport! 「協力！たいいくさい」 - Kyōryoku! Taīkusai      | 18 giugno 2019 |         |
| 12 | Quartetto, uniti! 「団結！かるてっと」 - Danketsu! Karutetto                           | 25 giugno 2019 |         |

##### Seconda stagione
La seconda stagione si compone di dodici episodi. 
| Nº | Titolo italiano (traduzione letterale) Giapponese 「Kanji」 - Rōmaji                             | In onda          | In onda |
| Nº | Titolo italiano (traduzione letterale) Giapponese 「Kanji」 - Rōmaji                             | Giapponese       |         |
| 1  | Nella mischia! Lo studente trasferito 「参戦！てんこうせい」 - Sansen! Ten kōsei                 | 14 gennaio 2020  |         |
| 2  | Infiltrazione! L'ufficio del preside 「潜入！こうちょうしつ」 - Sennyū! Kō chōshitsu             | 21 gennaio 2020  |         |
| 3  | Oh-oh... in punizione! 「反省！しどうしつ」 - Hansei! Shi-dōshitsu                               | 28 gennaio 2020  |         |
| 4  | Guai in arrivo! Verifica delle competenze 「窮地！ がくりょくてすと」 - Kyūchi! Gakuryoku tesuto | 4 febbraio 2020  |         |
| 5  | Lavora sodo! San Valentino 「勤勉！ばれんたいんでー」 - Kinben! Barentaindē                      | 11 febbraio 2020 |         |
| 6  | Scontro! Dodgeball 「激突！どっじぼーる」 - Gekitotsu! Dojjiboru                                 | 18 febbraio 2020 |         |
| 7  | Emozionante! Il giorno della visita medica 「興奮！しんたいそくてい」 - Kōfun! Shintaisoku tei   | 25 febbraio 2020 |         |
| 8  | Sfida! Lavoro part-time 「挑戦！あるばいと」 - Chōsen! Arubaito                                  | 3 marzo 2020     |         |
| 9  | Indaga! Prima commissione 「調査！はじめてのおつかい」 - Chōsa! Hajimete no otsukai              | 10 marzo 2020    |         |
| 10 | Sorgi! Festival scolastico 「決起！がくえんさい!」 - Kekki! Gakuensai!                           | 17 marzo 2020    |         |
| 11 | È cominciato! Il festival scolastico 「開幕！がくえんさい」 - Kaimaku! Gakuensai                 | 24 marzo 2020    |         |
| 12 | Inizia! Il festival scolastico 「開演！しょーたいむ」 - Kaien! Shotaimu                          | 31 marzo 2020    |         |

### Film
Un film sequel, intitolato Isekai Quartet the Movie: Another World (Film Isekai Quartet: Another World (劇場版 異世界かるてっと ~あなざーわーるど~?, Gekijōban Isekai Quartet: Another World) è stato distribuito in patria il 10 giugno, ed è anche andato al cinema in Corea del Sud e Vietnam. In Italia, è stato portato da Crunchyroll in versione sottotitolata il 23 dicembre 2022.